# Ptolemeu XII Auleta

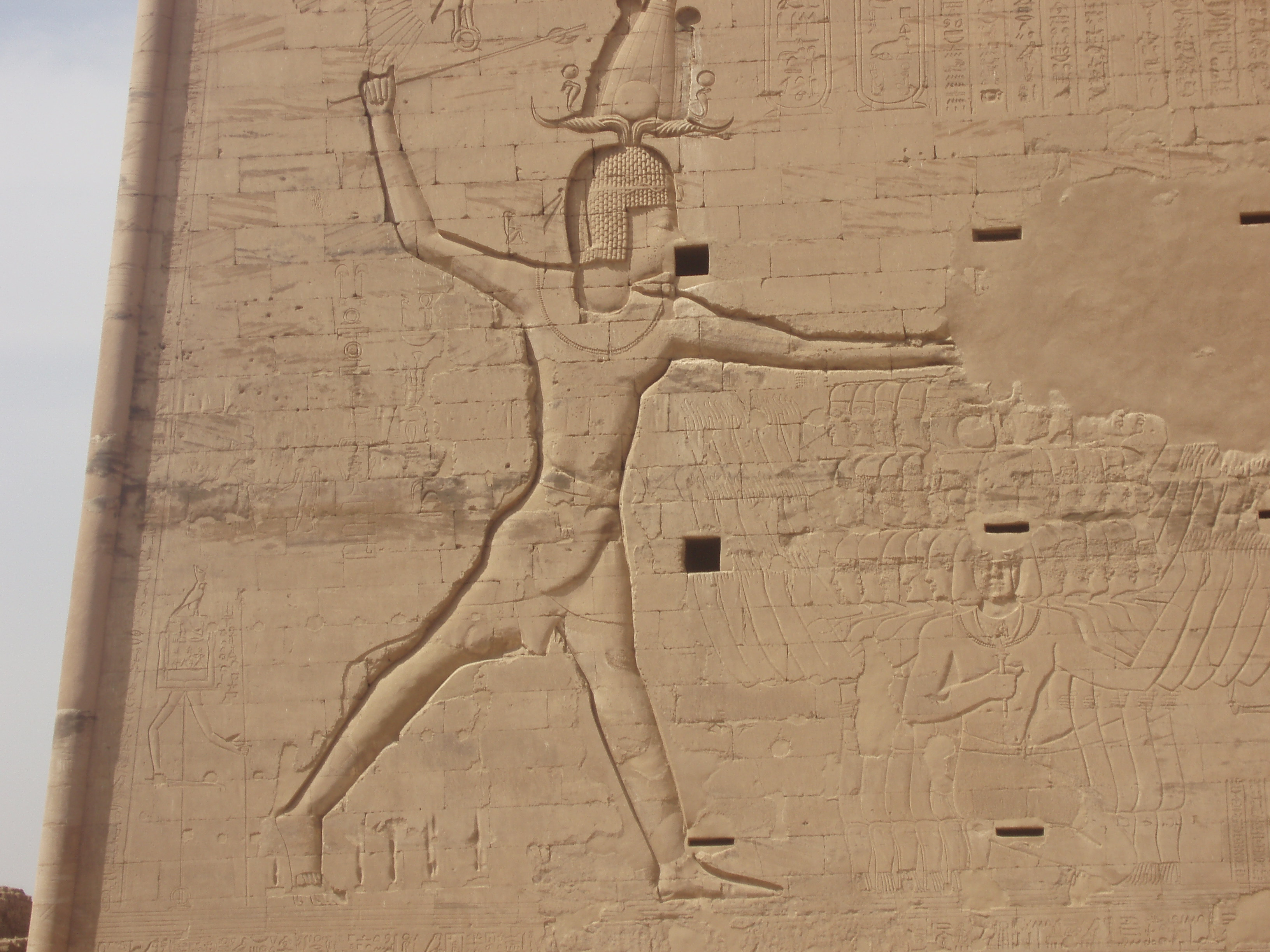
Representació de Ptolemeu XII Auleta aixafant els seus enemics amb una maça al temple d'Edfu

Ptolemeu XII Neo-Dionís, anomenat també Filopàtor i Filadelf (en grec antic: Πτολεμαῖος Νέος Διόνυσος Φιλοπάτωρ Φιλάδελφος, Ptolemaios Néos Diónysos Philopátōr Philádelphos) però més conegut com a Ptolemeu XII Auleta (Αὐλητής, Aulētḗs, que significa ‘aulista’) fou rei d'Egipte del 80 aC al 58 aC i del 55 aC al 51 aC.
Era fill bastard de Ptolemeu IX Làtir, i per això l'anomenaven també Νόθος (Nothos ‘bastard’). No li corresponia el tron, però va ser proclamat rei pels alexandrins en extingir-se la casa reial làgida, amb la mort de Berenice III i de Ptolemeu XI Alexandre II l'any 80 aC.
Se saben molt poques coses dels primers vint anys del seu regnat, però del seu caràcter es diu que va ser un rei que s'abandonava a tota mena de vicis i mala administració i Estrabó l'acusa de ser el pitjor governant de tots els Ptolemeus. El nom de Dionisi se'l va adjudicar per justificar les seves orgies. Llucià de Samòsata diu que va voler matar el filòsof platònic Demetri perquè no es va voler ajuntar a les seves bacanals. Li agradava molt tocar la flauta (αὐλός, aulos), cosa que li va donar el seu sobrenom més popular, i com a flautista va participar en concursos organitzats per ell mateix.
Tot i que era un fidel aliat de Roma, el senat romà no li enviava la confirmació del seu títol. En temps de Juli Cèsar va poder pagar els suborns suficients per obtenir el reconeixement, però es va gastar tants diners que es va veure obligat a augmentar els impostos provocant el descontentament popular. Això, junt amb la poca consideració que li tenien per la seva vida disbauxada, va provocar una revolta general el 58 aC que el va enderrocar.
Ptolemeu se'n va anar a Roma i va demanar al senat romà la seva restauració. A Rodes, Cató el Jove va procurar dissuadir-lo, però fou en debades. A Roma va repartir suborns i amb el suport de Ciceró, que va pronunciar un discurs en favor seu (Pro Rege Alexandrino), va obtenir un decret del senat ordenant la seva restitució al tron i encarregant la missió a Publi Corneli Lèntul Espinter, procònsol de Cilícia.
Els alexandrins també van enviar una ambaixada de 100 ciutadans al senat, per donar el seu punt de vista, però Ptolemeu va tenir l'audàcia d'atacar l'ambaixada pel camí i molts d'ells van morir i la resta van desistir per mitjà del suborn o l'amenaça. La indignació d'aquest fet va produir una reacció a Roma. Els tribuns van prendre iniciatives i un partit al senat va demanar la transferència de la missió de Lèntul a Pompeu. A més, un oracle dels llibres sibil·lins va prohibir la restauració d'un rei a Egipte per mitjà de la força. Totes aquests disputes i moviments polítics es van allargar fins al 56 aC i en aquest any, Ptolemeu, disgustat, va deixar Roma i es va retirar a Efes.
Un temps després va obtenir per fi allò que havia demanat; el 55 aC, Gabini, procònsol de Síria, sota petició de Pompeu, i convenientment subornat amb deu mil talents per Ptolemeu, va començar les accions per la restauració.
Des l'11 de juliol del 57 aC els alexandrins havien col·locat al tron la filla gran de Ptolemeu XII, Berenice IV, a qui primer es va col·locar com associada a sa germana Cleòpatra VI (57-56 aC) que després va morir, i el 56 aC Berenice IV es va casar amb Arquelau I de Comana (en una data entre l'1 de febrer i el 16 d'abril). Berenice i Arquelau van fer front a l'exèrcit de Gabini a la frontera d'Egipte (55 aC), però en van sortir derrotats en els successius combats i Arquelau va morir. Gabini va restaurar llavors Ptolemeu al tron (abans del 22 d'abril del 55 aC), i un dels seus primers actes va ser fer matar la seva filla Berenice IV i a molts notables d'Alexandria, segons Titus Livi, Plutarc, Dió Cassi i altres.
Des d'aleshores va governar tranquil·lament, ja que darrere de Gabini hi havia Pompeu, amb una important força militar, i Pompeu li donava suport. Es van produir alguns motins militars que el rei va aturar accedint a moltes de les demandes dels amotinats. Per pagar el deute contret amb Gabini va haver de deixar les finances del regne en mans del romà Rabiri Pòstum, segons diu Ciceró, a Pro Rabirio.
El 5 de setembre del 52 aC va associar el tron a la seva filla gran Cleòpatra VII i al seu fill segon Ptolemeu XIII Filopàtor que com era costum es van casar l'un amb l'altre.
Va morir entre febrer i març del 51 aC (les fonts tradicionals diuen el mes de maig).
Va deixar dos fills, els dos anomenats Ptolemeu (Ptolemeu XIII Filopàtor i Ptolemeu XIV Filopàtor), i dues filles, Cleòpatra VII i Arsínoe IV. A la seva filla Berenice IV la va fer matar el 55 aC i Cleòpatra VI també era morta, probablement assassinada per la seva germana gran Berenice, potser l'any 56 aC.